# Tonnerre d'Abomey FC
Tonnerre d'Abomey Football Club is een Beninese voetbalclub uit Abomey. De club speelt in de Premier League, de nationale voetbalcompetitie van Benin. De club werd één keer landskampioen, namelijk in 2007.